# IC 3759
IC 3759 ist eine Spiralgalaxie vom Hubble-Typ S? im Sternbild Haar der Berenike am Nordsternhimmel. Sie ist schätzungsweise 311 Millionen Lichtjahre von der Milchstraße entfernt und hat einen Durchmesser von etwa 90.000 Lichtjahren. Vom Sonnensystem aus entfernt sich die Galaxie mit einer errechneten Radialgeschwindigkeit von näherungsweise 7.000 Kilometern pro Sekunde.
Im selben Himmelsareal befinden sich unter anderem die Galaxien IC 3730, IC 3740, PGC 1630450, PGC 1634236.
Das Objekt wurde am 27. Januar 1904 von Max Wolf entdeckt.